# Marina Petrovna da Rússia
Marina Petrovna Romanova (Nice, 11 de março de 1892 — Six-Fours-les-Plages, 15 de maio de 1981) foi uma princesa, membro da dinastia Romanov, e artista russa. Escapou da Revolução Russa e, no exílio, casou-se com o príncipe russo Alexandre Nikolaevich Galitzine.

## Biografia
Nascida em Nice, França, foi a filha primogênita do grão-duque Pedro Nikolaevich da Rússia e da sua esposa Milica de Montenegro, filha do rei Nicolau I de Montenegro. Era bisneta do czar Nicolau I da Rússia e cresceu no Império Russo, habitando principalmente no Palácio de Znamenka perto de Peterhof.
Em consequência das Leis Paulinas de (1797) - que proibiam a ascensão de mulheres ao trono - e da promulgação do Decreto dos Grão-Duques de 1886 - que limitava o título de "Grã-Duque" apenas ao netos de um czar -, Marina não estava na linha sucessória do trono russo e não detinha o título de "Grã-Duquesa da Rússia", ostentando apenas o título de "Princesa". Por outro lado, Marina estava na linha sucessória do trono montenegrino. Seu avô materno era conhecido como "o Sogro da Europa", devido aos prestigiosos casamentos de suas filhas com membros de famílias reais proeminentes da Europa. Entre as tias de Marina estavam a princesa Zorka da Sérvia e a rainha Helena da Itália, fazendo de Marina prima-irmã dos reis Alexandre I da Iugoslávia e Humberto II da Itália.
Marina era uma artista dotada, tendo grande talento para o desenho e para a pintura. Estudou pintura primeiro com um professor da escola de Yalta e depois em São Petersburgo sob as orientações do Professor Kordovsky.
A grã-duquesa Maria Pavlovna sugeriu que Marina seria uma boa noiva para o Duque de Montpensier, filho do Conde de Paris.
Durante a Primeira Guerra Mundial ela serviu como enfermeira para as tropas do Cáucaso perto de Trabzon.  Escapou da Revolução Russa com o resto da sua família a bordo de um navio de guerra enviado pelo rei Jorge V do Reino Unido para retirar membros da família Romanov que estivessem na Crimeia do perigoso território russo mergulhado numa intensa guerra civil entre o Exército Vermelho e o Exército Branco.
A princesa no exílio se dedicou à pintura e atividades literárias. Ela escreveu uma antologia de canções folclóricas antigas do Natal intitulada La Sainte nuit ("A Noite Santa"). Em 1926, ela publicou em Paris um livro intitulado "As Lendas dos Tártaros da Crimeia". Ela mesma ilustrou o livro.
Casou-se com o Príncipe Alexandre Nikolaevich Galitzine em 1927 aos 35 anos. Em 1957, com o falecimento de sua mãe, Marina assumiria o trono do Reino do Montenegro, caso na época não estivesse ocupado pela ditadura comunista da República da Juguslávia.
A Princesa Galitzine morreu em 15 de maio de 1981 em Six-Fours-les-Plages, França, e foi enterrada no Cemitério Ortodoxo Privado de Caucade em Nice.